# Mirian III d'Ibèria
Mirian III fou rei d'Ibèria del 284 al 361.
Fou el primer de la dinastia anomenada cosroida, establerta a la mort d'Aspagur, amb el qui va acabar la dinastia arsàcida. Aspagur només va deixar una jove filla de nom Abexura, i els nobles van demanar a l'hegemònic rei sassànida de Pèrsia que designés un fill per casar-lo amb ella. Molts historiadors creuen que en realitat fou un noble del país el qui va pujar al tron i es va buscar aquest origen sassànida per augmentar el prestigi de la dinastia.
Segons les cròniques georgianes el rei Mirian era fill d'un rei anomenat Khosrov (cronològicament només podria ser Bahram II) i va regnar com a vassall de Pèrsia on es van succeir el seu pare, després el seu germà i finalment el seu nebot (cosa que no es dona en els reis de Pèrsia). Després del tractat de Nisibis, Roma el va reconèixer com a rei i es va pactar que rebria de l'Imperi Romà les insígnies reials. Poc després Mirian es va acostar a Armènia quan el seu fill gran Rev II, associat al tron, es va casar amb la filla de Tiridates III d'Armènia; el segon fill Bakur fou enviat com a ostatge a Roma. Els historiadors clàssics l'esmenten com a rei Meribane; el rei que hauria començat a regnar amb 7 anys, va tenir un llarg regnat de més de 70 anys i és per això que vers el 360 Ammià Marcel·lí diu que Roma li va enviar regals buscant la seva aliança contra els perses.
Les fonts georgianes el fan el responsable de la conversió del país al cristianisme. Segons aquestes fonts predicava al país la santa Nina de Capadòcia (santa Nino), que guaria els malalts. La reina Nana (filla del rei Oliotes del Bòsfor) es va posar malalta i Nino la va guarir. Però Mirian III no creia en el cristianisme, i sembla que fins i tot n'era aferrissat enemic. Finalment un dia va sortir a caçar i es va perdre al bosc; de sobte es va fer fosc (probablement per un eclipsi) i el rei va pregar als seus déus sense obtenir-ne resultat. Llavors va invocar "el déu de Nina" i va tornar la llum i pogué trobar el camí de retorn.
Mirian es va convertir i va proclamar el cristianisme religió oficial del regne: com era habitual a l'època tot el país va haver de convertir-se produint-se milers de baptismes al riu Mtkvari. Així Geòrgia va ser un dels primers estats del món a adoptar la religió cristiana oficialment. Això va passar el 326 o segons altres cronologies el 337.
Mirian va estar casat almenys amb dues dones: la primera Abexura que va morir quan Mirian tenia 15 anys (vers l'any 292), i després Nana, filla d'Oliotes (Oliotoros, Olympios?) del Pont (Bòsfor Cimeri), amb la qual va tenir almenys tres fills: Rev II, co-rei del 345 al 361 mort abans que el seu pare; Bakur, rei d'Ibèria des de vers el 363 al 365 com Aspagur II; i una filla que es va casar amb Peroz, príncep persa, eristavi de la regió de Khunan a Bardaa, la filla o més probablement neta de la qual fou esposa del futur rei Varaz Bakur II (Aspagur III) que va regnar vers 380-394